# Roberto Morales Manzanares
Roberto Morales Manzanares (Ciudad de México, 26 de marzo de 1958) es un músico, compositor, intérprete, investigador y profesor mexicano. Tiene formación académica en piano y flauta. Como compositor, ha escrito música para teatro, danza, cine, tv y radio y ha participado como compositor en foros nacionales e internacionales de música contemporánea. Como intérprete ha participado en importantes foros, tanto con sus obras como con las de otros compositores, incluyendo giras a Europa y Latinoamérica. 
Integró el grupo Música Contemporánea Huasteca. Entre 1981 y 1984 crea el taller interdisciplinario de música, pintura, poesía y danza, en donde nace el grupo Alacrán del Cántaro. Dirigió la Bienal de Arte Electrónico Transitio_MX 2011. Fundó y es organizador del Festival Internacional el Callejón del Ruido. Creó el Laboratorio de Informática Musical en la Universidad de Guanajuato entre 1992 y 1993.
Como investigador, Morales cuenta con 8 publicaciones en revistas arbitradas, ha sido invitado a varios congresos nacionales e internacionales tales como la Sociedad Internacional de Inteligencia Artificial, ICMC (International Computer Music Conference), First Brasilian Symposium on Computer Music, IJCAI (International Joint Conference on Artifiical Intelligence) con sus trabajos referentes a generación musical y composición algorítmica por medio de computadoras.
En 1987 es cofundador del primer laboratorio en México de Música por Computadora y Síntesis Digital en la Escuela Superior de Música.
Ha obtenido diversas becas y reconocimientos: FONCA, Fundación Bancomer, Fundación Rockefeller, Fideicomiso para la Cultura México/EUA, Premio Nacional de Acústica, entre otros.
Ha sido invitado como compositor en residencia en la Universidad de Berkeley, San Jose State University, Yale University y la Universidad McGill en Canadá, donde se utiliza su programa de composición Algorítmica ESCAMOL.
Actualmente, es profesor de la Universidad de Guanajuato y forma parte del Sistema Nacional de Creadores en México, director del LIM (Laboratorio de Informática Musical) en donde coordina y organiza el Festival Callejón del Ruido y los cursos de música por computadora, composición algorítmica y síntesis digital. En 2013 estrena la primera opera en idioma zapoteca "Dunaxhi". Morales forma parte de la AARSOM Asociación de Arte Sonoro Mexicano. 
Su instalación sonora multicanal Paraa bicachilu'ni, donde lo escondiste, donde lo ocultaste es parte de la exposición temporal del Museo Universitario de Arte Contemporáneao de la UNAM desde el 19 de diciembre de 2016 y permaneció en el espacio hasta el 5 de marzo de 2017.

## Formación académica
1978-1983       Realiza sus estudios profesionales de música en la Escuela Superior de Música.
1979-1983      	Realiza estudios de composición con Francisco Núñez.
1978-1983      	Realiza la carrera de Flauta con el Maestro Sergio Guzmán.
1978-1979       Realiza la carrera de Piano con Jesus María Figueroa.
1979-1982       Continúa su carrera de Piano con la Maestra Ana María Tradatti.

1993		Es becado por la Universidad de Stanford para hacer el curso "Introduction to Music Synthesis and Programming using     Lisp and Common". 
2001- 2006	Realiza una Maestría y el Doctorado en Composición en la Universidad de California Berkeley.

## Obras
- Cenzontle (2004)
- Nahual II (1990) para arpa chamula y autómatas finitos
- Agua derramada (1993), para sintetizadores.
- Mineral de cata (1990) para flautas prehispánicas y computadora
- Play Day (2012)
- Para bicachilu'ni, donde lo escondiste, donde lo ocultaste (2016)

## Publicaciones más distintivas
- Autómatas finitos no deterministas, en proceedings del seminario internacional (2000).
- Non Deterministic Automatons for Composition (1992).
- Análisis de forma y estilo musicales por inducción utilizando lógica de primer orden, 1994. Revista de la Sociedad Matemática Mexicana vol. 14
- Learning Musical Rules (1995).
- SICIB (Sistema Interactivo de Composición e Improvisación para Bailarines) 1996. Revista de la Sociedad Matemática Mexicana vol. 16.
- KENSEI: The technology of Emotions AIMI International Workshop (pag. 92 – 97), 1997.
- Integrating Bayessain Networks with Logic Programs for Music, In proceedings ICMC (2000).
- Combining Audio and Gestures for a real-time improviser, In proceedings,ICMC 2006. Roberto Morales, E Morales. D. Wessel.
- Hacia un sistema inteligente de asistencia en la composición e improvisación musical en Estudios acerca de las artes (p. 64-79).
- Expanding compositional archetypes in a composer assistant tool, The Fourth International Seminar Memoirs published in Publicaciones Electrónicas de	la Sociedad Matemática, 2011, (pages 55-67)
- Multidimensional sound spatialization by means of chaotic dynamical systems, NIME 2013 (pages 79 -83).